# Soufiane Benjdida
Soufiane Benjdida (Casablanca, 5 september 2001) is een Marokkaans voetballer die bij voorkeur als aanvaller speelt. Hij tekende in 2023 voor Standard Luik.

## Clubcarrière
Benjdida maakte veertien treffers in 64 competitieduels voor Raja Casablanca, de club uit zijn geboortestad. In 2023 verkaste hij naar Standard Luik, waar hij aansloot in het tweede elftal. Op 18 mei 2024 debuteerde de aanvaller in de Pro League tegen AA Gent. Eén week later maakte hij zijn eerste competitietreffer tegen KV Mechelen.